# Traminda rhodea
Traminda rhodea är en fjärilsart som beskrevs av Louis Beethoven Prout 1934. Traminda rhodea ingår i släktet Traminda och familjen mätare. Inga underarter finns listade i Catalogue of Life.